# Oerstedia gulliveri
Oerstedia gulliveri är en djurart som tillhör fylumet slemmaskar, och som först beskrevs av Heinrich Bürger 1893.  Oerstedia gulliveri ingår i släktet Oerstedia och familjen Oerstediidae. Inga underarter finns listade i Catalogue of Life.